# Observatorio Astronómico Nacional de Rozhen
Observatorio Rozhen, (en búlgaro: Национална астрономическа обсерватория - Рожен, НАО-Рожен; en inglés: National Astronomical Observatory - Rozhen, NAO-Rozhen), también conocido como Observatorio Astronómico Nacional de Bulgaria, es un observatorio astronómico situado en la provincia de Smolyan, a 90 kilómetros sur de la ciudad búlgara de Plovdiv, la segunda más poblada del país, y a 15 kilómetros de la ciudad más cercana, Chepelare.
Es propiedad y está gestionado por el Instituto de Astronomía de la Academia de Ciencias de Bulgaria.
Oficialmente inaugurado el 13 de marzo de 1981, casi 20 años después de que Bogomil Kovachev -un profesor de astronomía en la Academia, conocido como su fundador- hubiera comenzado a trabajar para conseguir ese fin.
Es el más grande de los existentes en Europa suroriental. El Observatorio es el más grande de Europa Sudoriental, es el centro principal para la investigación astronómica en Bulgaria. El asteroide (6267) Rozhen, fue descubierto desde este observatorio y nombrado después en su honor.
Telescopios
Equipado con los siguientes instrumentos:
- Telescopio de 200 cm Ritchey-Chrétien
- Telescopio de 60 cm Cassegrain
- Cámara de 50/70 cm Schmidt
- Telescopio solar de 15 cm